# Anton Hubenko
Anton Ołeksijowycz Hubenko (ukr. Антон Олексійович Губенко; ros. Антон Алексеевич Губенко / Anton Aleksiejewicz Gubienko,  ur. 30 stycznia?/12 lutego 1908 we wsi Cziczerino obecnie w rejonie wołnowaskim w obwodzie donieckim, zm. 31 marca 1939 w obwodzie smoleńskim) – radziecki lotnik wojskowy, pułkownik, Bohater Związku Radzieckiego (1939).

## Życiorys
Urodził się w ukraińskiej rodzinie chłopskiej. Na początku lat 20. przeniósł się do brata do Mariupola, ukończył szkołę uniwersytetu fabryczno-zawodowego, później pracował na stacji kolejowej w Mariupolu i w stoczni nad Morzem Azowskim, później wyjechał na czarnomorskie wybrzeże Kaukazu. Od maja 1927 służył w Armii Czerwonej, w 1928 ukończył wojskową teoretyczną szkołę lotników w Leningradzie, w 1929 Kaczyńską Wyższą Wojskową Szkołę Lotniczą dla Pilotów, został lotnikiem sił powietrznych ZSRR na Dalekim Wschodzie, później dowódcą klucza. W kwietniu 1934 wyznaczono go dowódcą oddziału 116 eskadry lotnictwa myśliwskiego w Moskiewskim Okręgu Wojskowym, wkrótce potem został instruktorem ds. techniki pilotażu brygady lotniczej, od lata 1935 brał udział w testowaniu myśliwca I-16, później również innych modeli samolotów. Łącznie latał 12 typami samolotów. 13 marca 1938, podczas wojny chińsko-japońskiej został skierowany do Chin, gdzie brał udział w walkach z Japończykami w grupie lotników ZSRR pod dowództwem ppłk. Aleksieja Błagowieszczenskiego. 31 maja 1938 podczas jednej z walk powietrznych, po wyczerpaniu amunicji skierował swój myśliwiec na samolot wroga i uderzył śrubą w lotkę jego lewego skrzydła, strącając ten samolot; sam zdołał bezpiecznie wylądować. Został wówczas pierwszym lotnikiem ZSRR, który wykonał taranowanie w powietrzu. Otrzymał za to Złoty Order Republiki Chińskiej. 26 czerwca 1938 w walce powietrznej został zestrzelony, wyskoczył na spadochronie. Z Chin wrócił w sierpniu 1938. W siedmiu walkach powietrznych strącił siedem japońskich samolotów. 8 sierpnia 1938 mianowano go zastępcą naczelnika Sił Powietrznych Białoruskiego Specjalnego Okręgu Wojskowego. Mieszkał z rodziną w Smoleńsku, zginął w wypadku lotniczym. Został pochowany na Polskim Cmentarzu w Smoleńsku, 13 sierpnia 1971 jego prochy przeniesiono do skweru Pamięci Bohaterów przy twierdzy smoleńskiej.

## Odznaczenia
- Złota Gwiazda Bohatera Związku Radzieckiego (22 lutego 1939)
- Order Lenina (dwukrotnie)
- Order Czerwonego Sztandaru
- Narodowy Bohater Republiki Chińskiej (1938)
- Złoty Order Republiki Chińskiej (1938)